# Gruppe G (Motorsport)
Die Gruppe G ist eine nationale Fahrzeuggruppe im Motorsport, die 1984 von der damals zuständigen ONS ins Leben gerufen wurde. Sie ist die seriennächste Gruppe der Tourenwagen und steht noch näher an der Straßenversion als die Gruppe N. Heutzutage wird das Reglement vom DMSB definiert.
| Klasse | Leistungsgewicht in kg/kW |
| ------ | ------------------------- |
| G0     | unter 6                   |
| G1     | ab 6 kleiner 9            |
| G2     | ab 9 bis kleiner 11       |
| G3     | ab 11 bis kleiner 13      |
| G4     | ab 13 bis kleiner 15      |
| G5     | ab 15 bis kleiner 18      |
| G6     | ab 18 bis kleiner 21      |
| G7     | ab 21                     |

Im Gegensatz zu anderen Fahrzeuggruppen ist sie nicht nach Hubraum unterteilt, sondern  nach Leistungsgewicht (siehe Tabelle).
Die Serienmäßigkeit wird nicht in einem Homologationsblatt beschrieben. Die Fahrzeuge werden entweder über einen gültigen Fahrzeugschein oder einen Wagenpass für die Gruppe G startberechtigt. Bei der Abnahme für einen Wagenpass ist eine Kopie des Fahrzeugbriefes und der DMSB-Liste der Gruppe-G-Fahrzeuge vorzulegen, in der das Fahrzeug enthalten sein muss. Die technischen Beschreibungen der Hersteller (Werkstatthandbücher), insbesondere die zur Zulassung zum Verkehr nötigen Angaben dienen als Grundlage für die Einhaltung der Regeln. Bei einem Wettbewerb muss das Fahrzeug aber immer der Straßenverkehrs-Zulassungs-Ordnung entsprechen.
Technische Änderungen am Fahrzeug sind in der Regel nur zur Erhöhung der Sicherheit erlaubt. Aber es darf der Motor bis hin zu den Werkstoleranzen aufgebohrt werden. Auch dürfen bei Wettbewerben auf abgesperrten Strecken profillose Reifen verwendet werden.